# Plaça de l'Ajuntament
|  | Per a altres significats, vegeu «Plaça de l'Ajuntament (desambiguació)». |

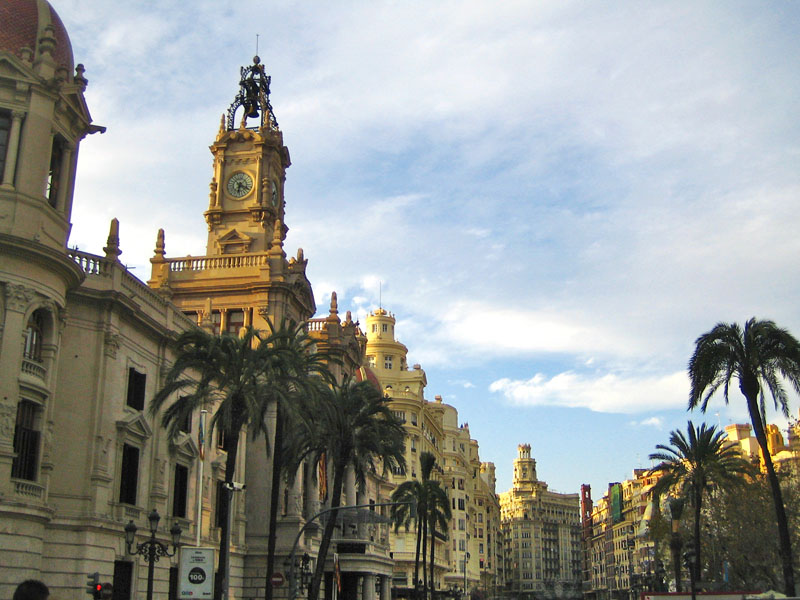
Vista general de la plaça amb l'Ajuntament a l'esquerra.

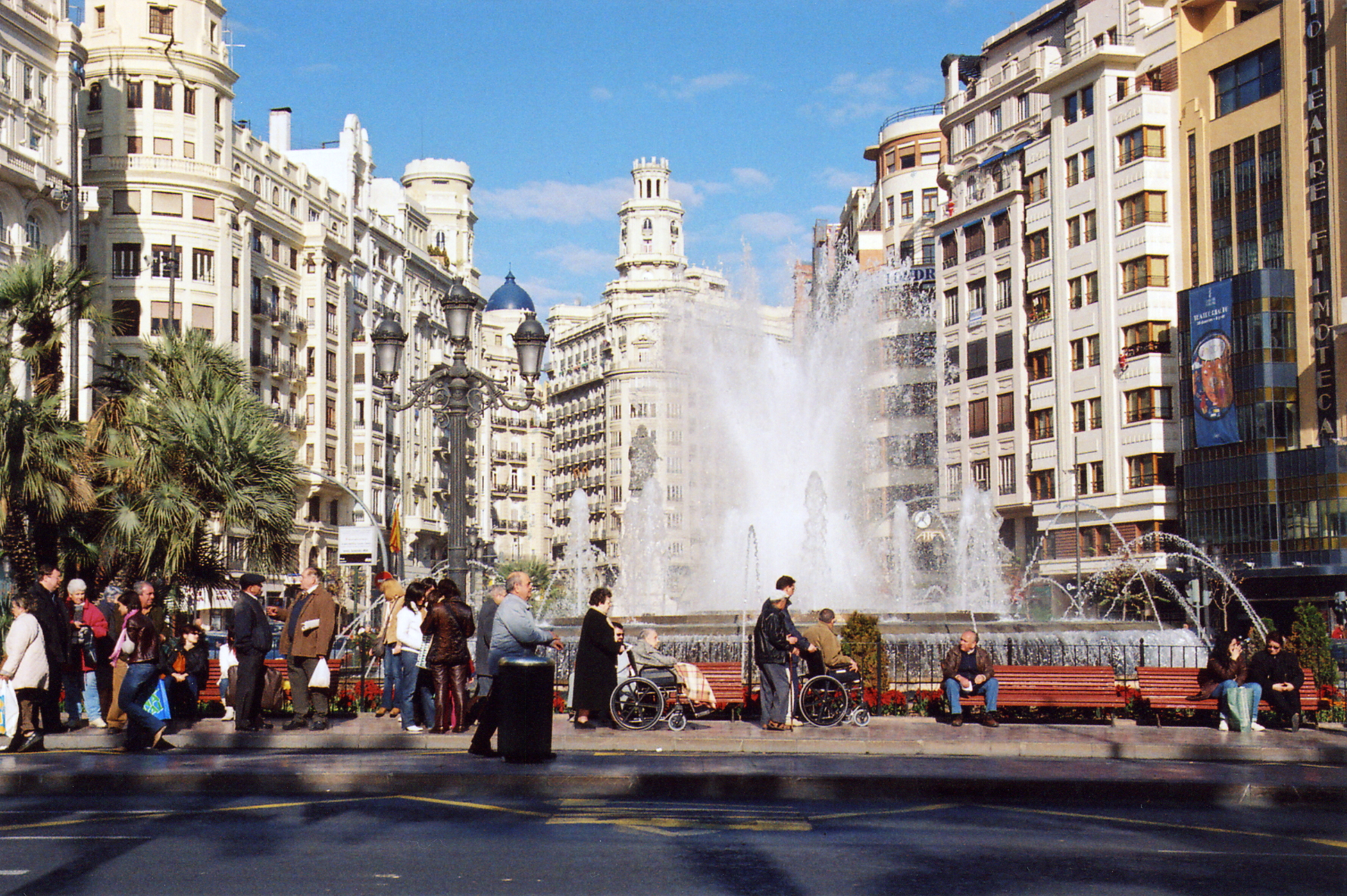
Cantó nord i font de la Plaça de l'Ajuntament.

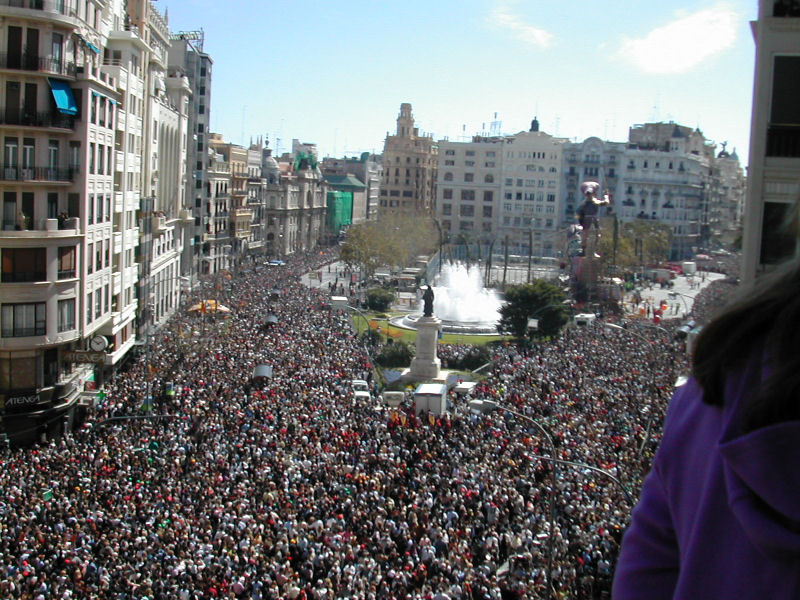
Assistents a una mascletà durant les Falles de 2004

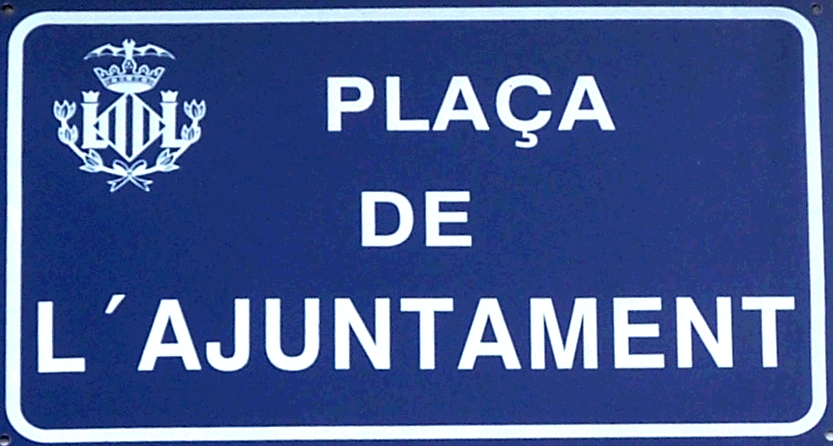
Placa amb el nom actual.

La Plaça de l'Ajuntament és la plaça més gran i cèntrica de la ciutat de València. Ocupa els solars resultants de l'enderrocament del convent de Sant Francesc. Durant el franquisme rebia el nom de Plaza del Caudillo i després de la Transició democràtica espanyola, es va anomenar Plaça del País Valencià fins a l'any 1987. Entre 1936 i 1939, s'anomenava Plaça Emili Castelar. Hi ha una proposta per part del Consell Valencià de Cultura que reba el nom de Jaume I, el fundador del Regne de València. Després de les revoltes del 15 de Maig, els manifestants rebatejaren simbòlicament la plaça com a Plaça del Quinze de Maig, modificant les plaques per a mostrar aquest nou nom. Està declarada Conjunt Històric Artístic.
Té una forma triangular, amb la Plaça del Mercat al nord i la replaça de l'Estació del Nord (València) al sud. A la vora de l'oest hi trobem l'Ajuntament de València, i a l'est l'edifici de Correus. Al nord de la plaça hi ha una gran font, i al sud, un gran espai obert envoltat d'aparadors de flors. La seua fesomia actual procedeix de la reforma realitzada per l'arquitecte Javier Goerlich entre 1931 i 1935, tot i que ha desaparegut el mercat neobarroc de flors subterrani que va rebre el nom popular de La Escupidera.

## Edificis destacables
- Palau consistorial, projecte de Carlos Carbonell construït entre 1905 i 1950.
- Casa Barrachina, de Goerlich, construïda entre els anys 1929 i 1930.
- Edifici "Assicurazioni Generali" projectat per Lluís Bonet i alçat entre el 1928 i el 1930.
- Edifici de Correus de Miguel Angel Navarro Pérez iniciat el 1915 i que s'acabà el 1922.
- Casa Ernest Ferrer, construït el 1913 per Francisco Almenar Quinzá
- Edifici Noguera de Francisco Mora Berenguer, 1909
- Edifici Suay o Edifici de l'Equitativa de Francisco Mora Berenguer, 1909
- Edifici Gil de l'arquitecte Joaquín Rieta Síster en 1931
- Edifici Cervera també de Joaquín Rieta, construït entre 1931 i 1932
- Edifici Sànchez Garcia de Luis Albert Ballesteros, 1930
- Edifici Martí Alegre de Goerlich (1934-35)
- Edifici Rialto, actual Filmoteca i Teatres de la Generalitat Valenciana i antic Cine Rialto, obra de Cayetano Borso di Carminati (1935-1939)
- Edifici de l'Ateneu Mercantil de València (1935-1953)
- Edifici Balanzà de Francisco Almenar Quinzá segons el projecte de Goerlich (1927-28)
- Edifici de Telefònica de Ignacio de Cárdenas Pastor (1927-28)
- Edifici La Equitativa (1925-27)
- Edifici Societé Generale de la Banque de Carlos Carbonell Pañella (1927)

## Falles
Durant les Falles la replaça central està closa per grans tanques enreixades, i cada dia a les dues de migdia s'hi fan espectacles de pirotècnia anomenades mascletades o mascletaes. Fora de l'espai de la mascletà, s'hi planta la falla de l'Ajuntament, típicament de les més grans i costoses, i la falla infantil de l'Ajuntament.

## Opinions
Segons l'assagista valencià Joan Fuster la plaça era «una de les places més horribles que coneix l'experiència urbanística de la humanitat». L'escriptor i antropòleg Joan Francesc Mira creu que Fuster exagera. Tot i això, la plaça és força emblemàtica i apreciada pels valencians, i a més és lloc de pas per als turistes i visitants de la ciutat.